# Philadelphia International Records
Philadelphia International Records es un sello discográfico fundado por Kenneth Gamble y Leon Huff en 1971. Es conocido por haber servido de vehículo para el género de soul conocido como Philadelphia soul. Era distribuido por CBS Records hasta que en 1984 la distribución del catálogo pasó a manos de EMI (si bien Sony Music Entertainment continuó distribuyendo la parte del catálogo que abarcaba desde 1969 hasta 1976). En 2007, Legacy Recordings recuperó los derechos del catálogo completo del sello. En 2008, PIR/Legacy publicó una caja titulada "Love Train: The Sound of Philadelphia."
Buena parte de la música publicada por el sello fue grabada y producida en Sigma Sound Studios en Filadelfia. Más de una treintena de músicos de estudio de la ciudad, conocidos colectivamente como MFSB ("Mother Father Sister Brother"), eran habituales del estudio y solían realizar la música de la mayoría de los discos.

## Historia
Kenneth Gamble y Leon Huff, los fundadores de Philadelphia International Records, se conocieron en 1964 mientras ejercían como músicos de sesión para varias compañías discográficas, incluida Cameo-Parkway Records con sede en Filadelfia, cuyas instalaciones se convertirían más tarde en los estudios de grabación de Philadelphia International. En 1965, Huff se unió a la banda de Gamble, The Romeos, reemplazando a Thom Bell al piano. Posteriormente Bell sería el principal productor y arreglista de la compañía. 
Cuando The Romeos se disolvió, Gamble y Huff comenzaron a gestar su carrera como productores discográficos. En 1969 fundaron Neptune Records, con la financiación de Chess Records, y ficharon para el sello a The Intruders, una de las bandas de mayor éxito de la Motown. Cuando ese mismo año Chess Records cambió de dueño, Neptune cerró y Gamble y Huff fundaron Philadelphia International Records, llevándose al nuevo proyecto a muchos artistas de Chess, como The O'Jays y The Three Degrees. Buscando la expansión hacia el mercado afroamericano, Columbia Records firmó un ambicioso contrato de distribución con Philadelphia International Records. El sello se creó en conexión con Mighty Three/Assorted Music, la compañía editorial de música dirigida por los propios Gamble y Huff junto al productor Thom Bell
Los mayores éxitos del sello incluyen sencillos como "TSOP (The Sound of Philadelphia)" de 1974 por MFSB en colaboración con The Three Degrees, este tema fue posteriormente usado como sintonía del popular programa de televisión Soul Train, "Ain't No Stoppin' Us Now" de 1979 por McFadden & Whitehead, "Back Stabbers" y "Love Train" por The O'Jays en 1972 y 1973 respectivamente, "If You Don't Know Me By Now" y "The Love I Lost" por Harold Melvin & the Blue Notes en 1972 y 1973; "Me and Mrs. Jones" por Billy Paul en 1972, "When Will I See You Again" por The Three Degrees en 1974 y "You'll Never Find Another Love Like Mine" por Lou Rawls en 1976.
La mayor parte de la música publicada por el sello fue grabada y producida en los Sigma Sound Studios de Filadelfia bajo la dirección técnica del ingeniero, y posteriormente propietario de los estudios, Joe Tarsia. Más de una treintena de músicos formaron la banda de músicos de sesión de la compañía, conocida por el nombre de MFSB ("Mother Father Sister Brother"), que intervino en la mayaría de las grabaciones del sello. Algunos de estos músicos ejercieron además como arreglistas, productores y escritores tanto para Philadelphia International como para otras compañías discográficas de la ciudad. Entre ellos, destacan figuras como Bobby Martin, Norman Harris, Thom Bell, Ronnie Baker, Vince Montana, Jack Faith y John Usry.
A mediados de la década de 1980, Philadelphia International Records finalizó su acuerdo de distribución con Columbia, con quien habían trabajado desde su creación. Poco después, el sello firmó un nuevo acuerdo con Capitol/EMI records. Continuaron generando algunos éxitos, incluyendo "Do You Get Enough Love" de Shirley Jones, aunque sin llegar a los registros de la anterior década. Ya a comienzos de los 90, se creó un sello subsidiario, Uncensored Records, encargado de producir música hip hop. 
En marzo de 2008, Gamble y Huff fueron incluidos en el Salón de la Fama del Rock and Roll, dentro de la categoría de no intérpretes por la labor ejercida a lo largo de toda su carrera como productores y compositores.